# Луджев, Димитр
Димитр Петров Луджев (болг. Димитър Петров Луджев; род. 27 марта 1950, Бургас, Народная Республика Болгария — болгарский политический, военный и государственный деятель, учёный, профессор, доктор наук, заместитель премьер-министра страны (1990—1991), министр обороны Болгарии (1991—1991).

## Биография
Сын директора тюрьмы. В 1979 году окончил факультет политической экономии и социологии Высшего экономического института имени Карла Маркса. Работал научным сотрудником в Институте истории Болгарской академии наук (1976—1979). Специализировался в Польше и США.
С 1989 года — член Клуба поддержки гласности и реконструкции в Болгарии. С 1990 по 1992 год был членом Союза демократических сил, член координационного совета СДС, но позже основал несколько собственных партий и политических коалиций, в том числе либеральную партию «Центр новой политики» (1993), либеральный союз «Новый выбор» (1994), Союз национального спасения.
С 1989 года — член Клуба поддержки гласности и реконструкции в Болгарии.
Депутат Народного собрания Болгарии. Политический советник президента Ж. Желева.
Вице-премьер от СДС в коалиционном правительстве Димитра Попова, где отвечал за экономические реформы и безопасность. Был председателем Трёхстороннего совета по сотрудничеству с профсоюзами и союзами работодателей.
Имеет докторскую степень в области истории, является автором многочисленных научных публикаций, среди которых выделяется его монография «Город двух эпох. История социальных групп в болгарских городах в середине XX века».
Работает в Институте истории БАН.